# شروكن
شروكن (بالألمانية: Schröcken) هي بلدية في مقاطعة بريغنز في أقصى غرب ولاية فورارلبرغ النمساوية.